# Tahuampa
Tahuampa är ett släkte av insekter. Tahuampa ingår i familjen dvärgstritar.
Kladogram enligt Catalogue of Life:
| Tahuampa | \| \| Tahuampa desmotis \| \| \| \| \| \| Tahuampa septemfasciata \| \| \| \| |
|          | \| \| Tahuampa desmotis \| \| \| \| \| \| Tahuampa septemfasciata \| \| \| \| |
|          | Tahuampa desmotis                                                             |
|          |                                                                               |
|          | Tahuampa septemfasciata                                                       |
|          |                                                                               |